# Woman Setting Down Jug
Woman Setting Down Jug (em tradução livre, Mulher pousando o jarro) é um filme mudo britânico em curta-metragem, realizado em 1887 pelo inventor e fotógrafo Eadweard Muybridge, parte de seu estudo à respeito do movimento, um dos últimos realizados pelo autor naquele ano. Atualmente, pode ser visualizado pelo YouTube, encontrando-se em domínio público pela data em que foi realizado. 
Não se trata de um filme como entendemos hoje, mas de uma sequência de fotografias dispostas de forma a criar a impressão de movimento.

## Sinopse
Uma série de imagens fotográficas mostrando uma mulher nua com um jarro sobre os ombros, e depois colocando-a no chão. Assim como em outras produções de Muybridge que fazem parte de seu estudo sobre o movimento dos seres, a nudez é considerada necessária por tornar a locomoção humana mais fácil de ser estudada.